# Planorbula campestris
Planorbula campestris är en snäckart som först beskrevs av Dawson 1875.  Planorbula campestris ingår i släktet Planorbula och familjen posthornssnäckor. Inga underarter finns listade i Catalogue of Life.